# Гродно (аэропорт)
Гродно (IATA: GNA, ICAO: UMMG) — аэропорт одноимённого города в Беларуси.
Расположение: международный аэропорт Гродно расположен в 18 км юго-восточнее города Гродно рядом с агрогородком Обухово, Гродненского района, в 2 км от автотрассы М6 (Минск — Гродно), в 6 км от ж.-д. станции Житомля железной дороги Барановичи-Гродно и находится в 263 км от города Минска.
Оснащение: Аэродромный комплекс, включает в себя искусственную взлетно-посадочную полосу, рулежные дорожки, перрон для стоянки девяти тяжелых самолетов, инструментальную систему захода на посадку ILS в сложных метеоусловиях днем и ночью. ИВПП имеет длину 2560 метров и ширину 42 метра, способную принимать воздушные суда типа Boeing 737, Boeing 757, Ил-76, Airbus A310, Airbus A318, Airbus A319, Airbus A320 и классом ниже. Ограничение максимального взлетного веса — 191 тонна.
Регистрация и ожидание рейса: пропускная способность аэропорта — 300 человек в час, для пассажиров работают электронная система регистрации, 3 стойки, комната матери и ребенка, бесплатная парковка, мини-кафе, упаковка пленкой багажа, VIP-зона. Таможенное оформление на международных авиалиниях обслуживают пограничная и таможенная службы (рекомендуется проходить оформление заблаговременно до отбытия рейса).
Visa-free: аэропорт входит в туристическую безвизовую зону города Гродно для иностранных туристов.

## История
Гродненский аэропорт введен в эксплуатацию в 1983 году. В декабре 1983 года из Гродненского аэропорта выполнен первый технический рейс на самолете ТУ-134, а в июле 1984 года — пассажирский по маршруту Гродно–Москва–Гродно.
В 1987 году воздушные линии связывали Гродно с 10 городами СССР, в т.ч. с Москвой, Минском, Киевом, Брестом, Симферополем, Одессой, Сочи. Рейсы выполнялись самолетами АН-2, Ан-24, Ту-134. В 1987 году из аэропорта было отправлено свыше 54000 пассажиров, 424 тонны грузов.
Аэропорт допущен к обеспечению международных полетов с 1993 года, аэродром относится к классу «В». Для чего он располагает службами таможенного, пограничного и санитарного контроля, имеет сеть таможенных и коммерческих складов и условия для обработки, хранения и отправки грузов воздушным, автомобильным или железнодорожным транспортом.
По состоянию на декабрь 2009 года аэропорт обслуживал всего два регулярных рейса: в Калининград 1 раз в неделю (Гомельавиа). В 2009—2010 годах авиакомпанией Атлант-Союз выполнялся рейс в Москву.
В 2013 году  белорусская авиакомпания Белавиа на летний период возобновила программу полетов в российский Калининград из Гродно, который ранее выполняла Гомельавиа. Перевозчик начал возить пассажиров в аэропорт Храброво из трех основных городов страны: Бреста, Гомеля и Гродно. Вылеты из Гродно выполняются 2 раза в неделю. На рейсах использовался самолет Bombardier CRJ200.
С 2015 года история выполнения полётов пополнилась новым чартерным рейсом на побережье Болгарии в город Бургас. Рейс Бургас — Гродно — Бургас был запланирован трижды в неделю каждый летний месяц. Пассажирские перевозки взяла на себя ОАО «Авиакомпания «Белавиа». Открытие подобного авиарейса инициировал один из крупнейших туроператоров Tez Tour. Это было обусловлено тем, что болгарское направление очень популярно у гродненцев. Полёты в Болгарию выполнялись на Boeing 737-300 вместимостью 148 пассажиров.
В 2016 году авиакомпания «Белавиа» обслуживала чартерные рейсы в Болгарию и Турцию из Гродно по маршрутам Бургас — Гродно — Бургас и Анталия — Гродно — Анталия. На этих направлениях эксплуатировались самолеты Boeing 737-300 на 148 пассажиров.
Также «Белавиа» с июня осуществляла регулярные рейсы Калининград — Гродно — Калининград. CRJ-200 вместимостью 50 пассажиров летали по этому маршруту два раза в неделю. Продолжительность полета составляла 30 минут. При этом нет необходимости в шенгенской визе, что значительно упрощает процедуру оформления проездных документов. Рейсы в Калининград временно приостановлены.
В настоящее время аэропорт работает с 08:15 до 16:45 по минскому времени, а при необходимости — вне режима. Через аэропорт проходят международные воздушные трассы, связывающие Северную и Западную Европу со странами Центральной и Юго-восточной Азии. Аэропорт обеспечивает транзитное обслуживание, дозаправку воздушных судов, отдых экипажей.

## Принимаемые типыВС
Ан-12, Ан-24, Ан-26, Ан-28, Ан-30, Ан-32, Ан-72, Ан-74, Ил-76, Ил-86, Ил-96, Л-410, Ту-134, Ту-154, Як-40, Як-42, Airbus A319, Airbus A320, Airbus A321, Boeing 737-500(-800), Boeing 737-300, Boeing 757-200 и др. типы ВС 3-4 класса, вертолёты всех типов. Максимальный взлётный вес воздушного судна 191 тонна. Классификационное число ВПП (PCN) 24/R/C/X/T.

## Чартерные рейсы
| Авиакомпания | Пункты назначения                                    |
| ------------ | ---------------------------------------------------- |
| Белавиа      | Хургада (HRG, Египет) — все сезоны                   |
| Белавиа      | Шарм-эш-Шейх (SSH, Египет) — все сезоны              |
| Белавиа      | Бургас (BOJ, Болгария) — сезонно с июня до сентября  |
| Белавиа      | Тиват (TIV, Черногория) — сезонно с июня до сентября |
| Белавиа      | Анталия (AYT, Турция) — сезонно с мая до октября     |
| Белавиа      | Энфида (NBE, Тунис) — сезонно с мая до ноября        |
| Белавиа      | Войенс (SKS, Дания) — 09.01.2020 и 13.01.2020        |

- Из-за распространения коронавируса COVID-19 в Египте c 19 по 31 марта 2020 года прекратится авиасообщение во всех аэропортах Египта, также будут закрыты туристические гостиницы и отели[10].
- Последняя группа туристов вылетела на отдых из Гродно в Египет 13 марта 2020 года. С 17 марта временно прекращена отправка туристов из Гродно в Египет, до момента открытия там авиасообщения и туристических гостиниц.

## Открытое акционерное общество «Авиакомпания Гродно»
На территории аэропорта базируется ОАО «Авиакомпания Гродно», в прошлом — Гродненский объединенный авиаотряд. Дата основания — 1945 год. В настоящее время авиакомпания располагает тремя самолетами Ан-24РВ, одним самолетом Ан-30, одним самолетом Ан-32, тремя самолетами Ан-12 и  одиннадцатью самолетами Ан-2. Авиационный персонал авиакомпании укомплектован достаточным количеством летного и технического состава. 80% персонала имеют первый класс авиационных специалистов.

## Транспортное сообщение
Между городом Гродно и аэропортом действует автомобильное сообщение, аэропорт удален на 18 км от города, время в пути от автовокзала в Гродно до аэропорта 25-35 мин. Для чартерных рейсов турфирмы организуют доставку пассажиров рейса пассажирскими автобусами, так же во время сезонных авиарейсов могут курсировать автобусы от автовокзала в Гродно.
В любое время добраться до аэропорта можно на городском такси. Также недалеко от аэропорта, в 3 километрах, проходят маршруты междугороднего автотранспорта, через аг. Обухово.